# PHA-543,613
PHA-543,613 je lek koji deluje kao potentan i selektivan agonist za α7 podtip neuronskih nikotinskih acetilholinskih receptora. On ima visok nivo moždane penetracije i dobru oralnu biodostupnost. Ovaj ligand je u razvoju za moguću primenu u tretmanu kognitivnih deficita kod obolelih od šizofrenije.